# Wan Čen-er
Wan Čen-er (čínsky pchin-jinem Wàn Zhēnér, znaky zjednodušené 万贞儿, tradiční 萬貞兒; 1428–1487) byla jednou z vedlejších manželek a oblíbenkyně Čcheng-chuy, císaře čínské říše Ming.
Paní Wan byla zprvu chůvou, později milenkou o devatenáct let mladšího Čcheng-chuy. Roku 1464 mu porodila syna, brzy však zemřel. Poté, ze strachu ze syna jiné z císařových žen, je nutila k potratům a nevyhýbala se ani otrávení matek i dětí. Císař se proto o existenci dědice žijícího v utajení dozvěděl až když byl chlapec, pozdější císař Chung-č’, pět let starý. Úředníky byla kritizována pro své zneužívání moci, nepřiměřené výdaje a korupci. I přesto si udržela přízeň panovníka až do své smrti.

## Jména
Wan Čen-er byla obvykle jmenována jako Wan chuang kuej-fej (čínsky pchin-jinem Wàn huáng guìfēi, znaky zjednodušené 万皇贵妃, tradiční 萬皇貴妃, císařská konkubína Wan), formálně Kung-su tuan-šun žung-ťing chuang kuej-fej (čínsky pchin-jinem Gōngsù duānshùn róngjìng huáng guìfēi, znaky zjednodušené 恭肃端顺荣靖贵妃, tradiční 恭肅端順榮靖皇貴妃).

## Život
Wan Čen-er pocházela z Ču-čchengu (v prefektuře Wej-fang) v provincii Šan-tung. Zprvu byla služebnou císařovny Sun. Později byla přidělena jako chůva k Ču Ťien-šenovi, vnuku císařovny Sun a následníkovi trůnu říše Ming. Roku 1464 Ču Ťien-šen po smrti otce, císaře Jing-cunga, převzal vládu jako císař Čcheng-chua. V té době byla paní Wan jeho milenkou, byl jí zcela oddán a plnil jí jakákoli přání.
Vliv paní Wan se projevil takřka ihned po Čcheng-chuově nástupu na trůn. Ještě roku 1464 Čcheng-chua pouhý měsíc po svatbě zbavil titulu císařovnu Wu. Císařovna Wu se totiž znesvářila s paní Wan a požadovala její zbití. Následující císařovna Wang si udržela své postavení pouze díky poddajnosti vůči paní Wan.
Wan Čen-er roku 1466 císaři porodila jeho prvního syna, který ale do roka zemřel. Ve snaze o udržení si vlivu na panovníka, Wan s věrnými eunuchy nutila ostatní ženy k potratům, otěhotněly-li s císařem. Nevyhýbala se ani otrávení matek, pokud porodily, i dětí. Císař měl však aférku s jistou jaoskou zajatkyni přivedenou do paláce kolem roku 1467. Když otěhotněla, nespokojenci s paní Wan dívku skryli v komnatách excísařovny Wu, kde v červenci 1470 porodila chlapce. Tajemství zůstalo skryto do června 1475, kdy se o existenci dědice dozvěděl Čcheng-chua. Chlapec dostal jméno Ču Jou-tchang a přešel pod ochranu císařovny vdovy Čou. O měsíc později chlapcova matka zemřela za podezřelých okolností, patrně otrávena na příkaz paní Wan. Císař se poté odstěhoval z paláce obývaného paní Wan a svého dědice před paní Wan chránil.
Čcheng-chua v následujících letech žil nezávisleji na paní Wan, protože v letech 1467–1487 mu pět žen dalo jedenáct synů a šest dcer, kteří se všichni kromě jednoho chlapce dožili dospělosti. Nicméně jeho oddanost vůči Wan nepolevila a snad ji chtěl přízní kompenzovat svou nepřítomnost. V druhé polovině své vlády ji totiž jen zřídka omezoval v jejích aktivitách, často ilegálních, jako bylo hromadění majetku prostřednictvím prodeje hodností a titulů a jmenování eunuchů na citlivá místa říše k získání zlata, stříbra a drahocenností. Její agenti byli aktivní v Jün-nanu v těžbě mědi, stříbra, zlata a drahokamů, v zahraničním obchodě, lovu perel v Kuang-tungu, výběru daní na dolním toku Jang-c’-ťiang, obchodu se solí.
Svůj vliv na císaře využívala ke svému obohacení, když za úplatu zařizovala umístění uchazečů do státní správy. Po roce 1475 totiž výrazně vzrostl počet jmenování do nejrůznějších funkcí císařskými dekrety přijatými bez konzultace s ministry. Procedura takového jmenování byla známá jako čchuan feng, eunuch při ní předal císařský příkaz velkému sekretariátu k sepsání jmenovacího dekretu dotyčného. Omezeně byla používána pro jmenování pomocného personálu: lékařů, umělců, tesařů, klenotníků, astrologů, taoistických a buddhistických mnichů a jmenování byla vždy připomínkována ministerstvy. Pod vlivem paní Wan taková jmenování náhle vzrostla v počtech, někdy tak paní Wan diktovala povýšení i do vysokých úřadů. Úplatky přijímala nepřímo, když uchazeči nakupovali zboží z císařských skladů spravovaných eunuchem Liang Fangem, jejích služebníkem, za přemrštěné ceny.
Úředníci si na korupci a hrabivost paní Wan opakovaně stěžovali, císař však odmítal cokoliv změnit, s tím, že je to jeho soukromá záležitost. Naopak trestal protestující úředníky, takže si podržela nemalý vliv až do smrti roku 1487.